# Карабахский ковёр
Карабахский ковёр — одна из разновидностей армянских и азербайджанских ковров Закавказья, изготовленных в Карабахе.
Карабахские ковры азербайджанского типа более схожи с персидскими коврами по орнаментной и цветовой структуре, чем с коврами других частей Кавказа, и очень трудно различить китины карабахских ковров от аналогичных в коврах Караджа, на юге, в Иране. Некоторые карабахские ковры также имеют сходство с коврами Ширвана на севере Азербайджана.
Карабахские ковры армянского типа имеют художественное сходство с средневековыми армянскими миниатюрами из Хачена (совр. Нагорный Карабах). Древнейшие из них, которые дошли до наших дней, датируются XIII—XIV вв. На них чаще всего стилизовано изображались драконы, орлы и змеи. Древнейший дошедший до наших дней ковёр из Карабаха с армянскими надписями был изготовлен в селе Бананц в 1202 году.

## История
Ковроткачество исторически было традиционной профессией женского населения Карабаха, в том числе многих армянских семей, хотя и среди мужчин были выдающиеся карабахские ковроткачи. Первое упоминание армянского слова «ковер» — горг (арм. գորգо файле) — встречается в эпиграфической надписи на стене церкви Каптаванк и датируется 1242—1243 гг.
Ковроткачество в Карабахе особенно развилось во второй половине девятнадцатого века, когда население многих районов Карабаха занималось ковроткачеством, в основном, для коммерческих целей. В это время Шуша стала центром карабахского ковроткачества.
Шуша была известна также как старинный центр ковроделия. Прежде когда производство ковров в Шуше было не столь большим, они реализовывались в самом городе и редко вывозились из него. За несколько недель до окончания ковра, хозяин искал покупателя в армянской части города. С увеличением производства изменился и способ продажи. Ковроделы нанимали далалов (маклеров), которые носили ковры по улицам города, а в воскресный день выставляли их на армянской площади. В конце XIX века отмечалось, что из всех видов кустарного производства, существующих в Шуше, ковроткачество  по количеству и качеству изделий, занимало первое место, как в городе так и на всем Кавказе. Причем производство ковров осуществлялось из местной овечьей шерсти.
По мнению Я. Зедгенидзе, почти все производство в городе было «сосредоточено в татарских семьях», им занималась почти вся татарская часть населения города. В свою очередь среди армян Шуши ковроткачеством занимались немногие. Они объясняли это явление тем что выезжать в татарские кочевья за шерстью во время стрижки овец было не безопасно, а покупать у перекупщиков не выгодно. Выделкой ковров в Шуше главным образом занимались женщины, как армянки, так равно и мусульманки. При этом произведенные армянками паласы были крепче тех, что ткали татарки. Это объяснялось тем, что армянки ткали для себя, а татарки — для продажи.
В XIX веке город Шуша являлся местом довольно большого сбыта ковров. В связи с этим производство ковров носило в городе товарный характер. По данным искусствоведа Адиля Казиева, в городе работали лучшие мастерицы-ковроткачихи. Местные купцы же, торгуя с купцами из России, европейских и азиатских стран, способствовали широкому распространению и славе карабахских ковров.
Ковровое производство в Шуше ещё в начале XX века оставалось самым колоритным в Карабахе. Оно являлось примерным не только для всего Карабаха и Зангезура, но также для Гянджи и Казаха. Широко были известны шушинские торговые комплекты даста, которые состояли из четырёх кусков: центрального — хали, двух боковых дорожек — кенаре и головного — кяллеи. Из Шуши техника производства ковров распространялась на соседние сёла и районы, главную очередь на сёла Нагорного Карабаха.

## Типы

### Азербайджанский ковёр
Карабах являлся одним из основных центров азербайджанского ковроделия. Изготовляемые здесь ковры различались как по технике производства, так и по характеру орнамента.
Ковроткачество в Карабахе особенно развивалось со второй половины XIX века, когда население многих районов Карабаха занималось ковроткачеством, в основном для коммерческой продажи. В это время Шуша стала центром этого ремесла. Ковры Карабаха и Шуши оказали большое влияние на школы ковров Нахичевани и Зангезура. Некоторые эксперты фактически считают эти школы подкатегориями карабахской ковровой школы. Ковровщицы Шуши Мешеди Байрам Гурбан-оглу, Джаббар Хаджи Акбер-оглу, Фатима Ага Шериф-гызы, Ахмед Дашдамир-оглу участвовали и были удостоены призов на международной выставке в Париже в 1867 году. Шушинские ковры также получили награды в 1872 году на Московской Политехнической выставке.
По своему художественному убранству Карабахские ковры коренным образом отличаются от ковров Куба-Ширвана и Гянджи-Казаха. Ковры этой группы бывают как маленьких, так и больших размеров. Характеризуются эти ковры растительными формами орнамента. Рисунок украшения карабахских ковров носит криволинейный характер. К такого типа коврам относятся «Нялбякигюль», «Балык», «Дарьянур», «Ачмаюмма», «Ханлыг», «Лампа», «Сахсыда гюллер», «Булут». Отличием же ковров малых размеров является нежность рисунка и плотность узлов. Ковры Карабахской группы иногда близки к Гянджа-Казахским, однако в ряде случаев их композиция весьма сложна и насыщена геометризованным узором среднего поля (в качестве примера можно привести ковёр «Годжа»). Вытканный в XVII веке в Карабахе ковёр «Годжа» хранится в Метрополитен-музее.
Особое место среди больших ковров занимают комплекты «Даст-хели Гебе», отличающиеся оригинальными формами и размерами. Такие комплекты в XIX веке ткались также в Кубе и Баку. Однако по своей композиции карабахские комплекты отличаются от кубинских и бакинских. Их ткали длиной от 450 до 600 см. Ширина же достигала 150 см. в XIX веке по сравнению с Баку и Кубой в Карабахе производилось большое количество комплектов «Даст-хали Гебе». Вытканные на территориях Карабаха эти комплекты больших размеров (до 30 кв. м) украшали дома богачей. Высоко ценились ковры «Даст-хали Гебе» и за рубежом.
Карабахские ковры различной композиции имеют множество отличий. Бордюрный пояс, который опоясывает среднее поле ковра, состоит из 3—4 полос. Рисунок широкой каймы ковра заполнен растительным орнаментом, в то время как рисунок узкой каймы состоит из узоров, применяемых в архитектурных украшениях. Фон таких ковров ткали в тёмно-синем и в красном цвете. В орнаментальных украшениях фона и бордюрного пояса ковра использовались красный, золотисто-желтый, коричневый, кремовый, зеленый, белый, а иногда и черный цвета.
Азербайджанский ковроткач и искусствовед Лятиф Керимов выделяет среди карабахских ковров три группы: ковры собственно Карабахской группы, ковры Шушинской группы и ковры Джебраильской группы. К коврам Карабахской группы относятся ковры «Барда», «Аран» и «Лемберан», сотканные в Барде и ряде сёл Бардинского района (наиболее знаменитыми из которых являются сёла Лемберан, Джанаварлы, Кушчулар, Курдлар, Хоруллу и Челебиляр), в селе Хан-Карвенд Геранбойского района (ковры «Ханкарванд»), в селе Ходжаванд Агджабединского района (ковры «Годжа»), городе Горадиз и других сёлах Физулинского района (ковры «Буйнуз»), в селе Хыдырлы Агдамского района, сёлах Папы и Софу Джебраильского района (ковры «Ачма-Юмма»), в Джебраиле, Агдаме и Мугани (ковры «Шабалыт бута»), в Шуше (ковры «Балыг» и «Карабах»), в Барде, Агджебеди, Тертере и ряде мест Нагорного Карабаха (ковры «Хантирма»), ковры «Шедде», ковры, сотканные в  Барде, Агджабеди и Джебраиле (ковры «Зили», «Верни» и «Джеджим»). К коврам Шушинской группы относятся ковры «Малыбейли» из одноимённого села в Шушинском районе, ковры «Лямпя», «Багчадагюлляр», «Булут», «Сахсыдагюлляр», «Нальбеки гюль» сотканные в Шуше. К коврам Джебраильской группы относятся ковры «Ханлыг» из одноимённого села в Губадлинском районе, ковры «Кара-Коюнлу», ковры «Губадлы» из одноимённого города, ковры «Касымушагы» из сёл Шамкенд, Эрикли, Гуртаджлы, Чорман и Шелва Лачинского района, ковры «Бахманлы» из села Бёюк Бахманлы Физулинского района, ковры «Муган», «Палас», а также «Килим», сотканные главным образом в Джебраиле, Губадлы, Агдаме, Барде, Агджабеди и Лачыне. 

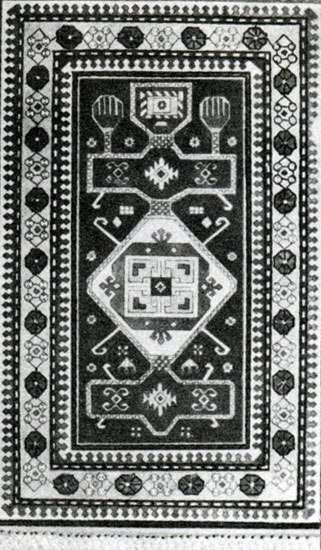
Сотканный в Шуше ковёр Намазлык. XIX век
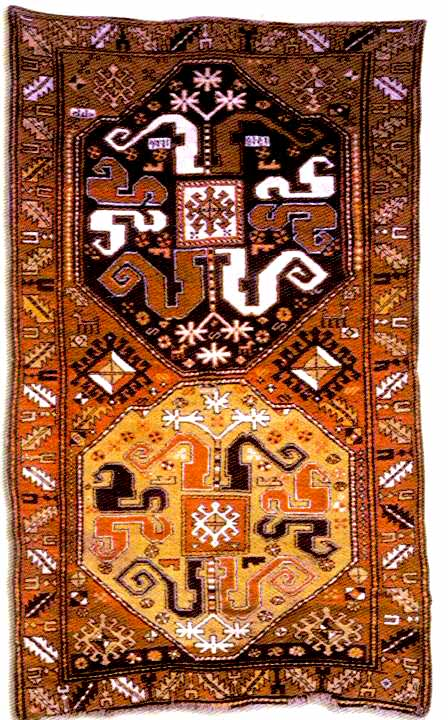
Карабахский ковер Малибейлинской подгруппы, село Малибейли, к северу от города Шуша (1813 год)
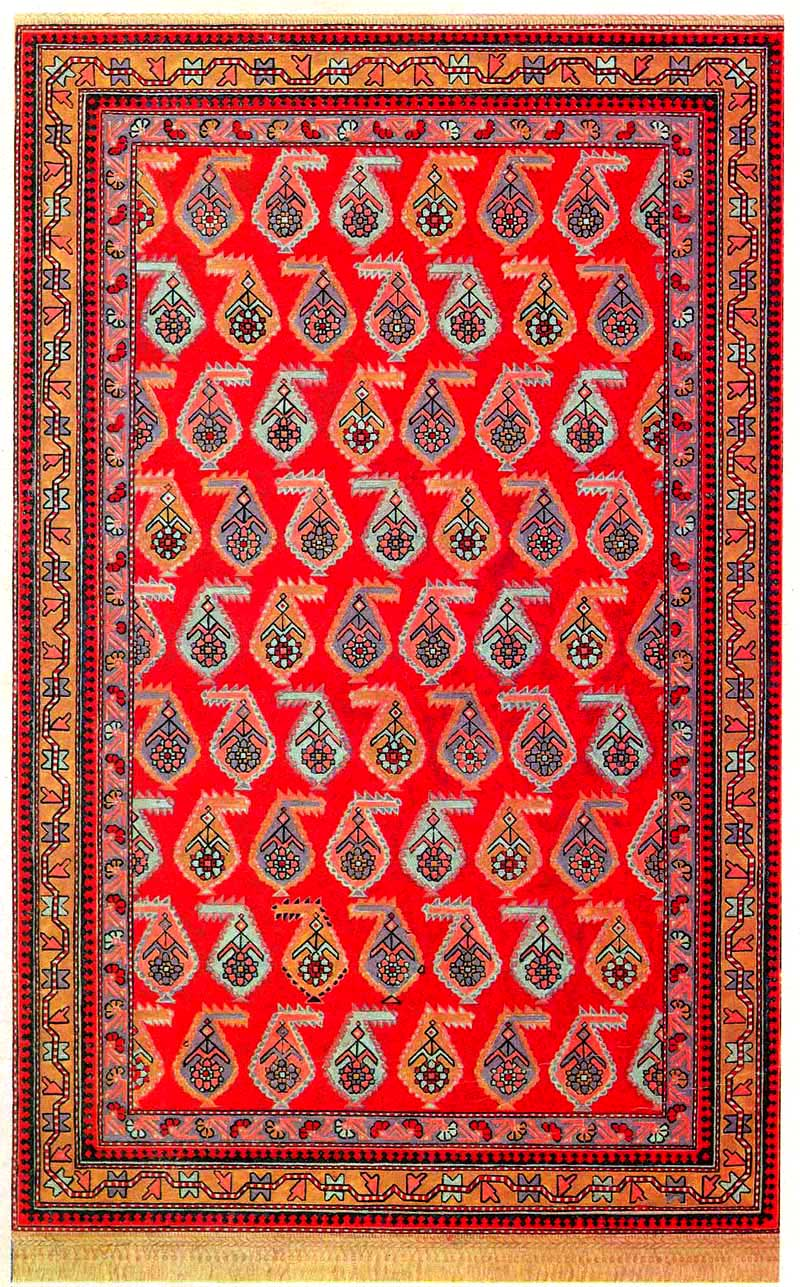
Ковёр «Шабалыт бута». XVIII век. Азербайджанский национальный музей ковра
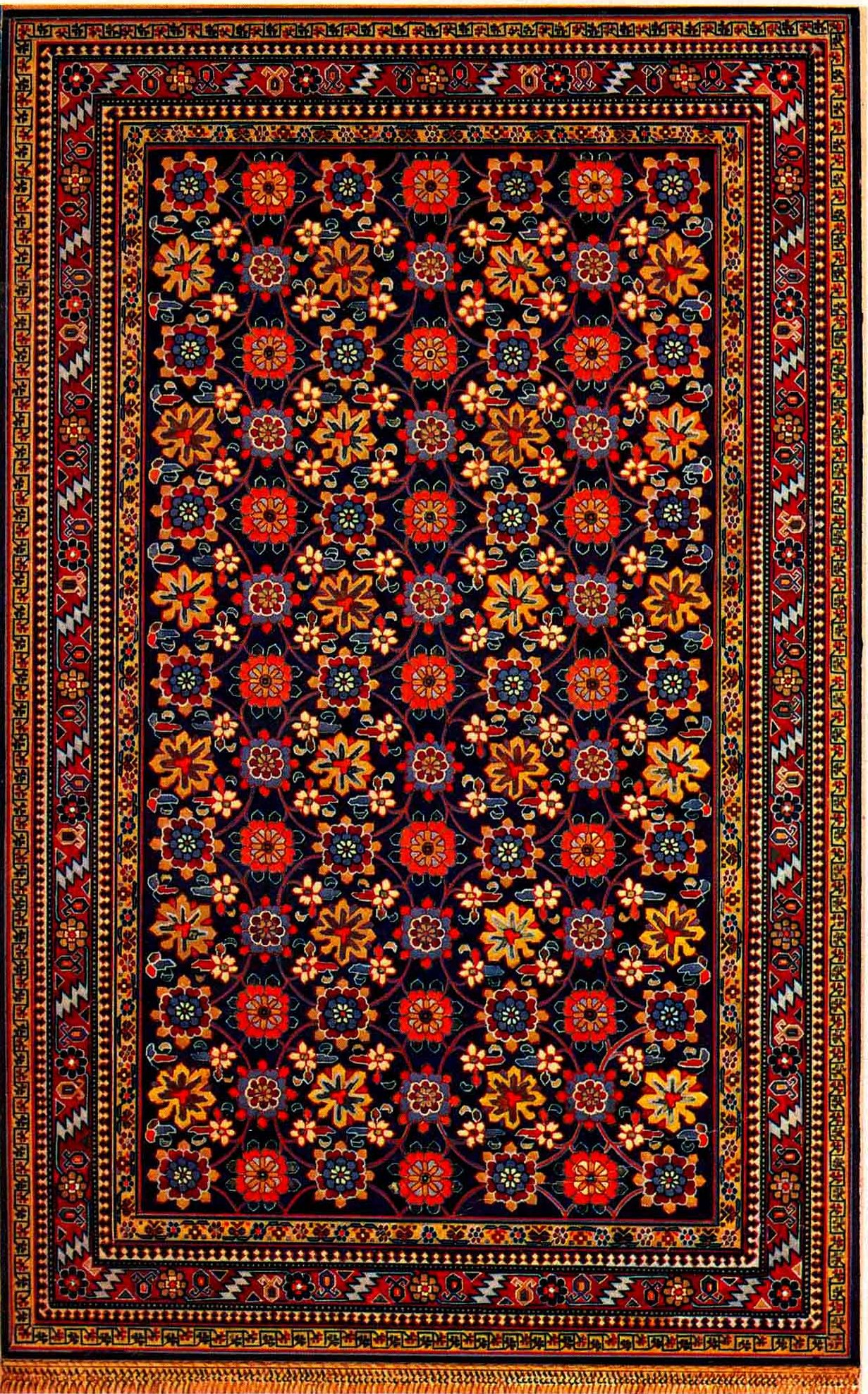
Ковёр «Нялбякигюль». XIX век
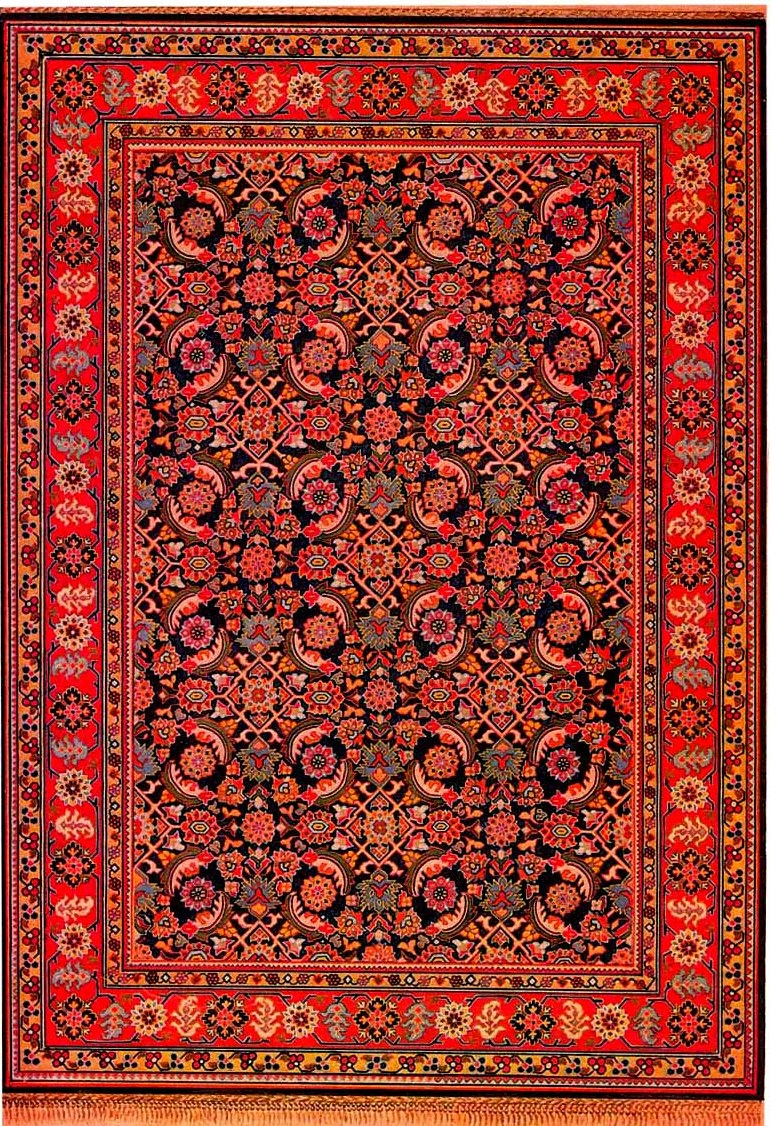
Ковёр «Балык». XVIII век
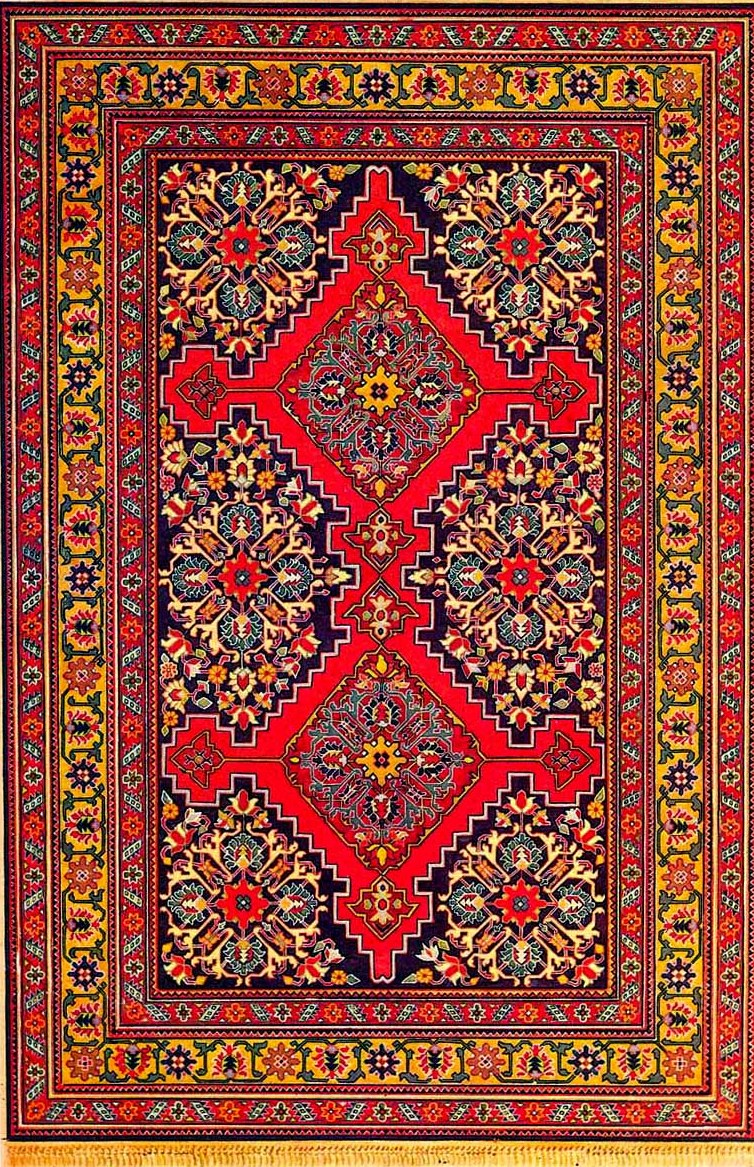
Ковёр «Дарьянур». XIX век
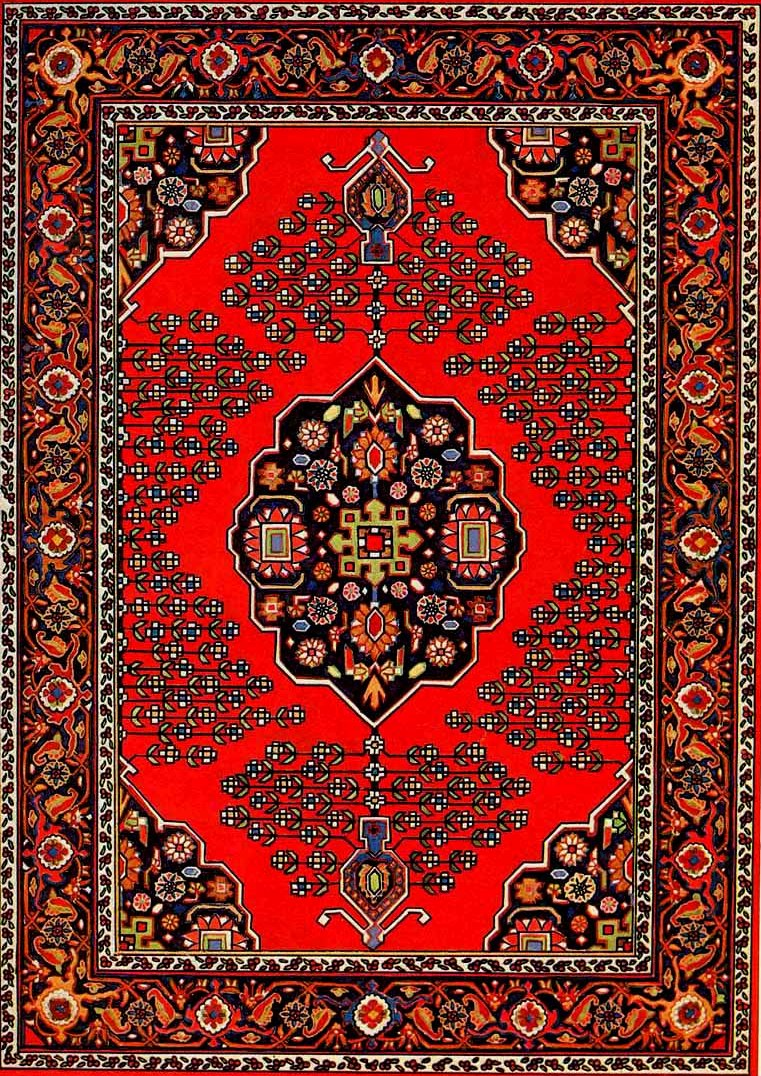
Ковёр «Ханлыг». Шуша. XIX век
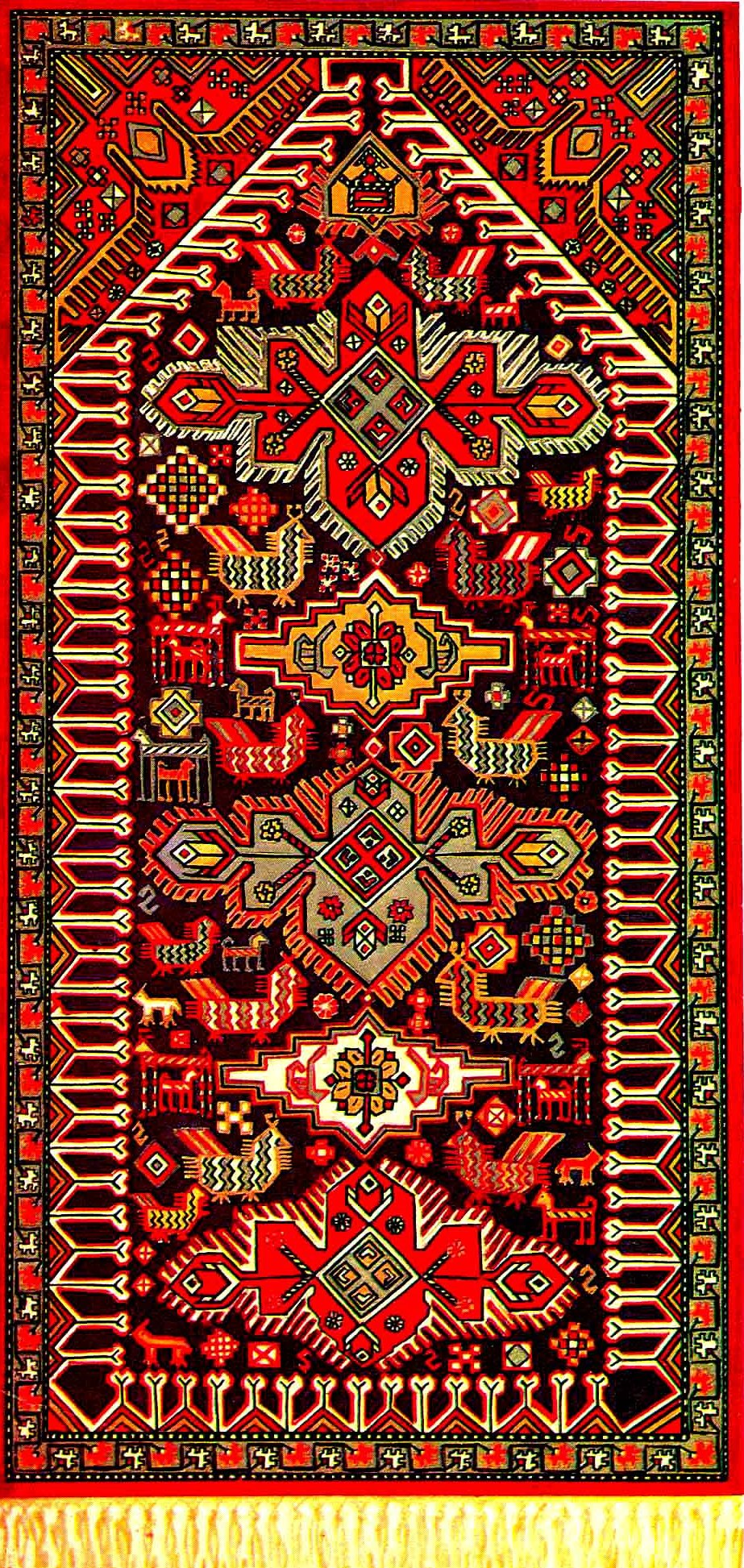
Ковёр «Лямпя». XIX век
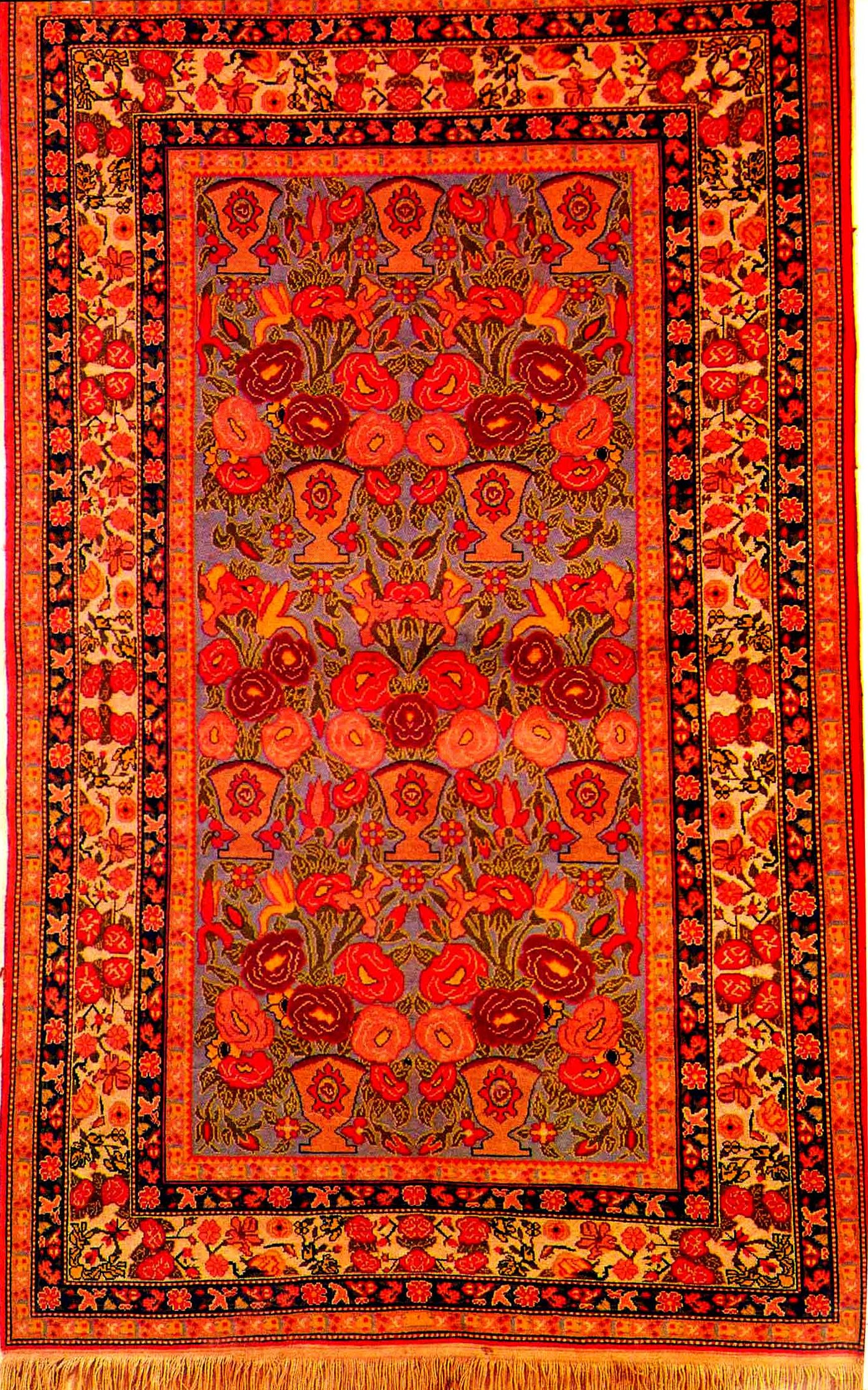
Ковёр «Сахсыдагюлляр». XIX век
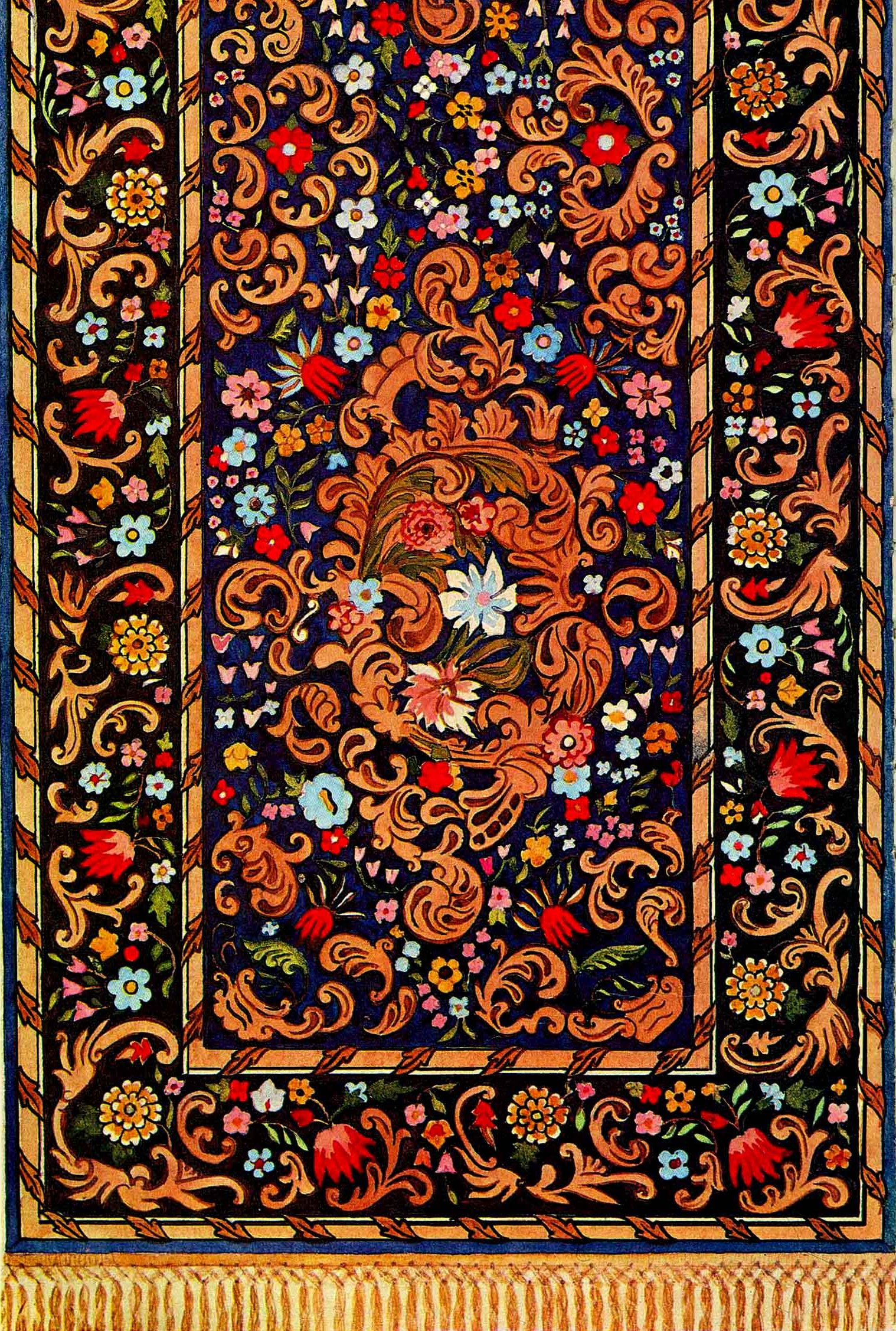
Ковёр «Булут». XIX век

### Армянский ковёр
Искусство ковроткачества было тесно связано с изготовлением занавесок, о чем упоминает армянский историк XIII века из Гянджи Киракос Гандзакеци. Он восхвалял Арзу-Хатун, жену хаченского князя Вахтанга Тагаворазна, и ее дочерей за их опыт и навыки в ткачестве.
Историк искусства Гравард Акопян отмечает, что «арцахские ковры занимают особое место в истории армянского ковроделия». Большая часть ковров с армянскими надписями происходят из Карабаха.

Древнейший дошедший до наших дней арцахский ковер c армянскими надписями был изготовлен в селе Бананц в 1202 г. По мнению некоторых исследователей, ковер произведен в 1051 (ՌԾԱ) году армянского летоисчисления, то есть в 1602 году григорианского календаря, однако в поминальной надписи указан 651 (ՈԾԱ) год, соответствующий 1202 году н. э.:
Киракос Бананцеци в 651 (ՈԾԱ) году в память о Рипсиме соткал данный ковёр.
Его композиция состоит из трех арок, «покрытых растительными орнаментами», и имеет художественное сходство с средневековыми иллюминированными рукописями, произведёнными в Хачене. На другом древнем армянском ковре из Казаха, который датируется XIII веком, сохранилось изображение борьбы дракона с орлом.

Общие темы и узоры, встречающиеся на армянских коврах, включают драконов и орлов. Они разнообразны по стилю, богаты по цвету и орнаментальным мотивам, и даже были разделены на категории в зависимости от того, какие животные были на них изображены, например, «арцвагорги» (ковры-орлы), «вишапагорги» (ковры-драконы) и «оцагорги» (змеиные ковры).

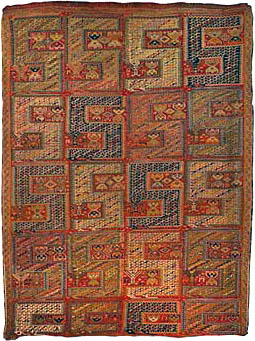
Армянский вишапагорг («драконий ковёр») из села Хцаберд, область Дизак, XIX век
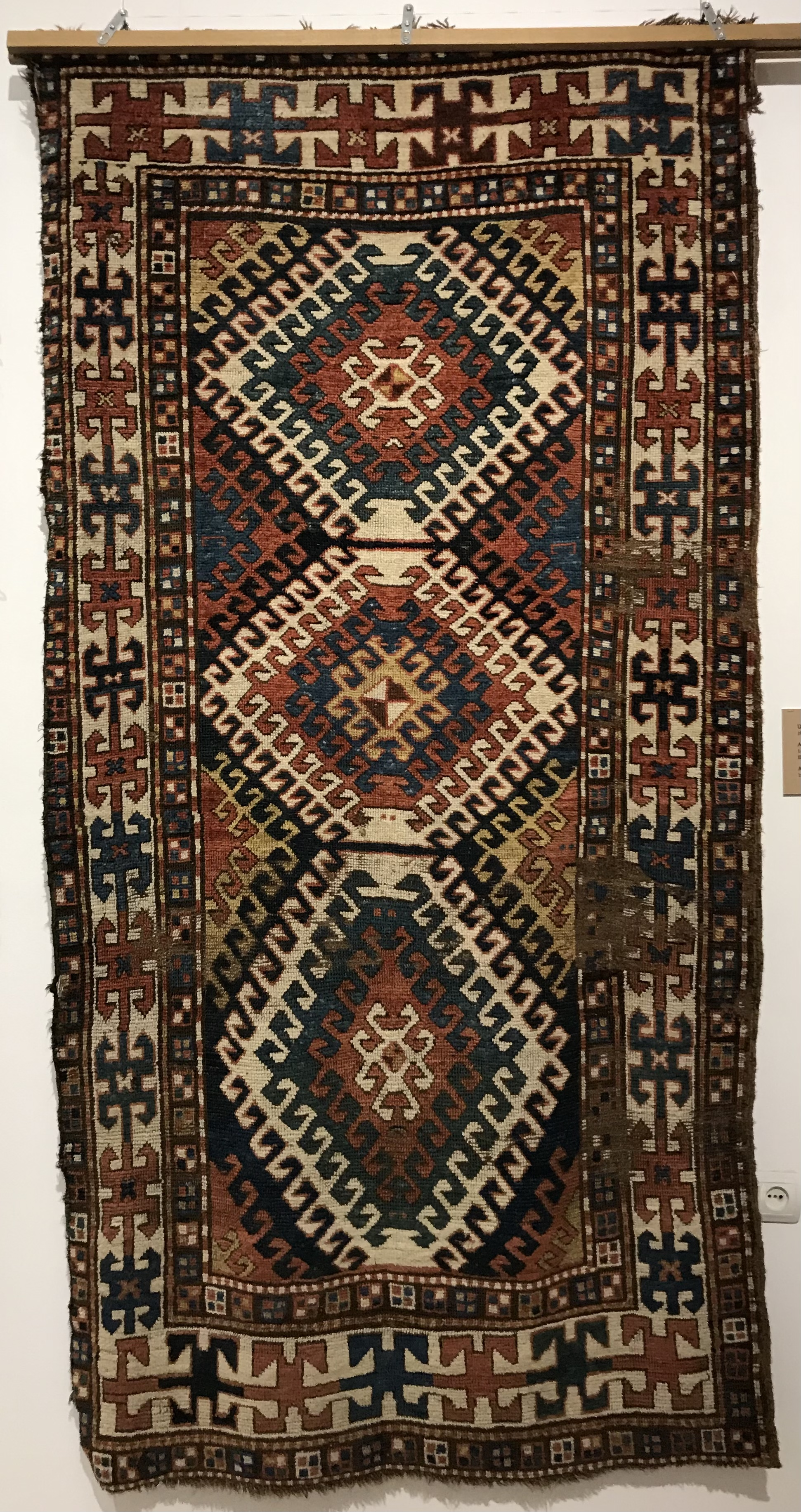
Армянский астхагорг («звёздный ковёр») из села Дашалты, южнее города Шуша, 1-я пол. XIX века
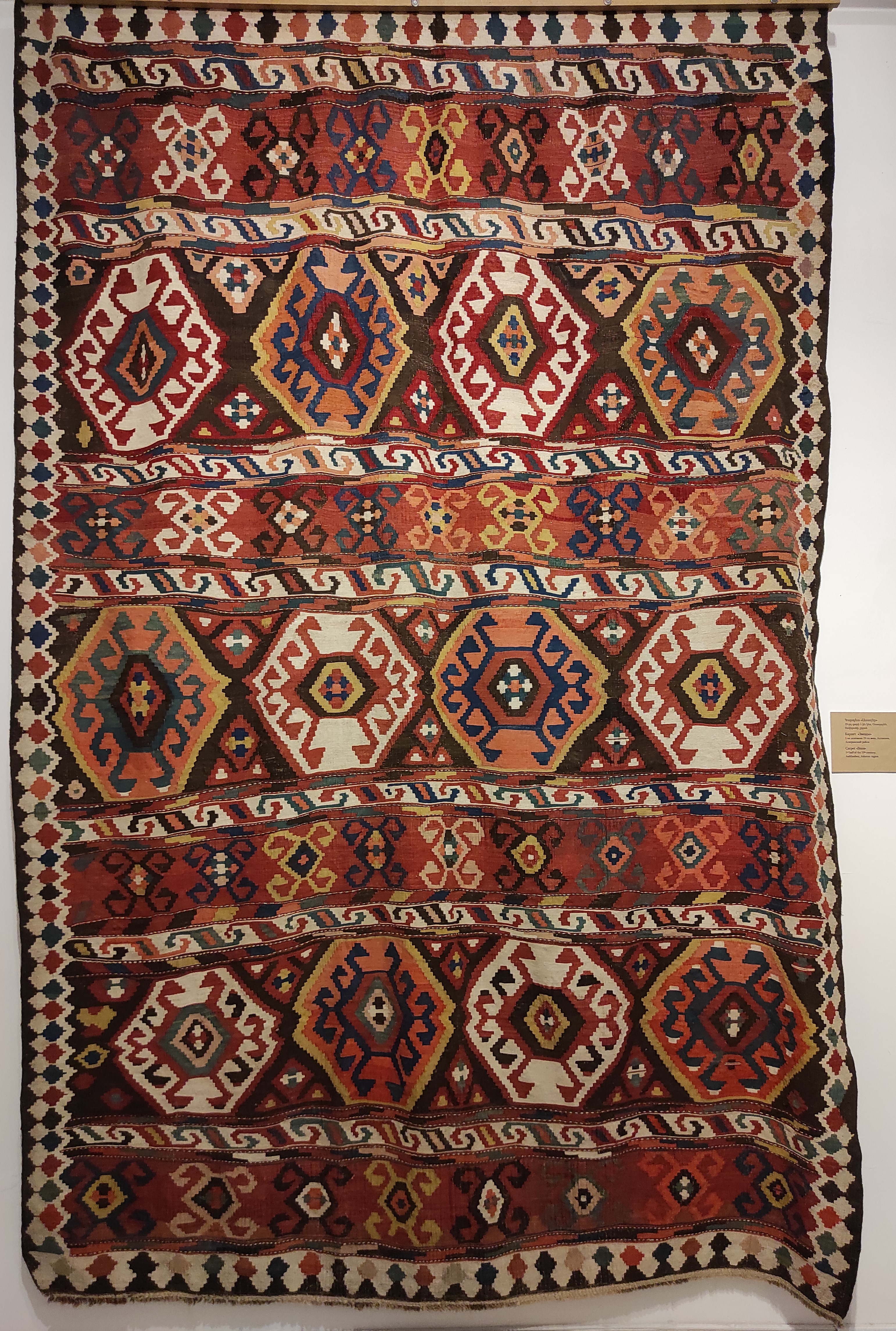
Карпет «Звезды» из села Дашбулаг, 1-я пол. XIX века (коллекция Шушинского музея ковров)
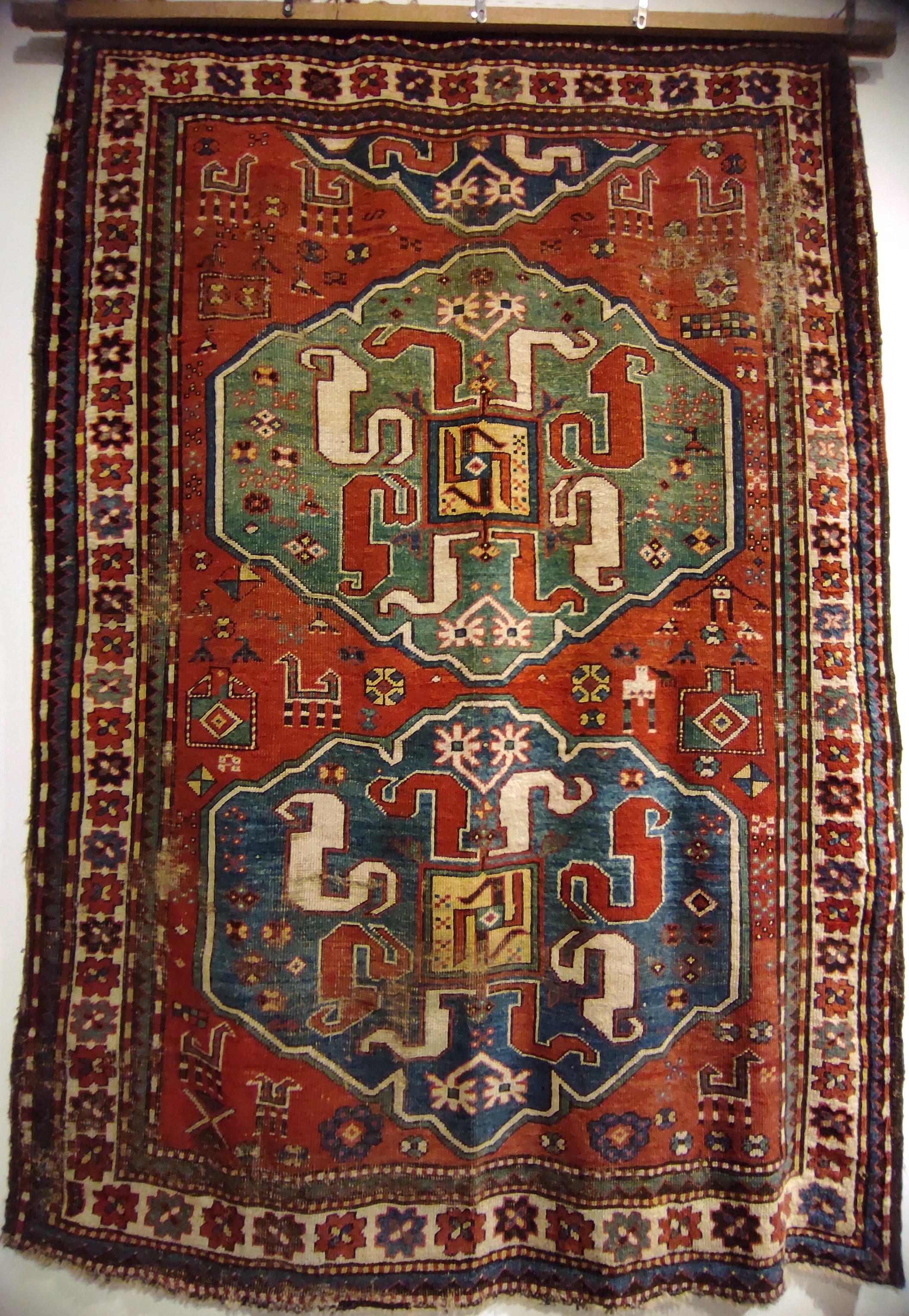
Армянский вишапагорг («драконий ковёр») из села Шахмасурлу, середина XIX века (коллекция Шушинского музея ковров)
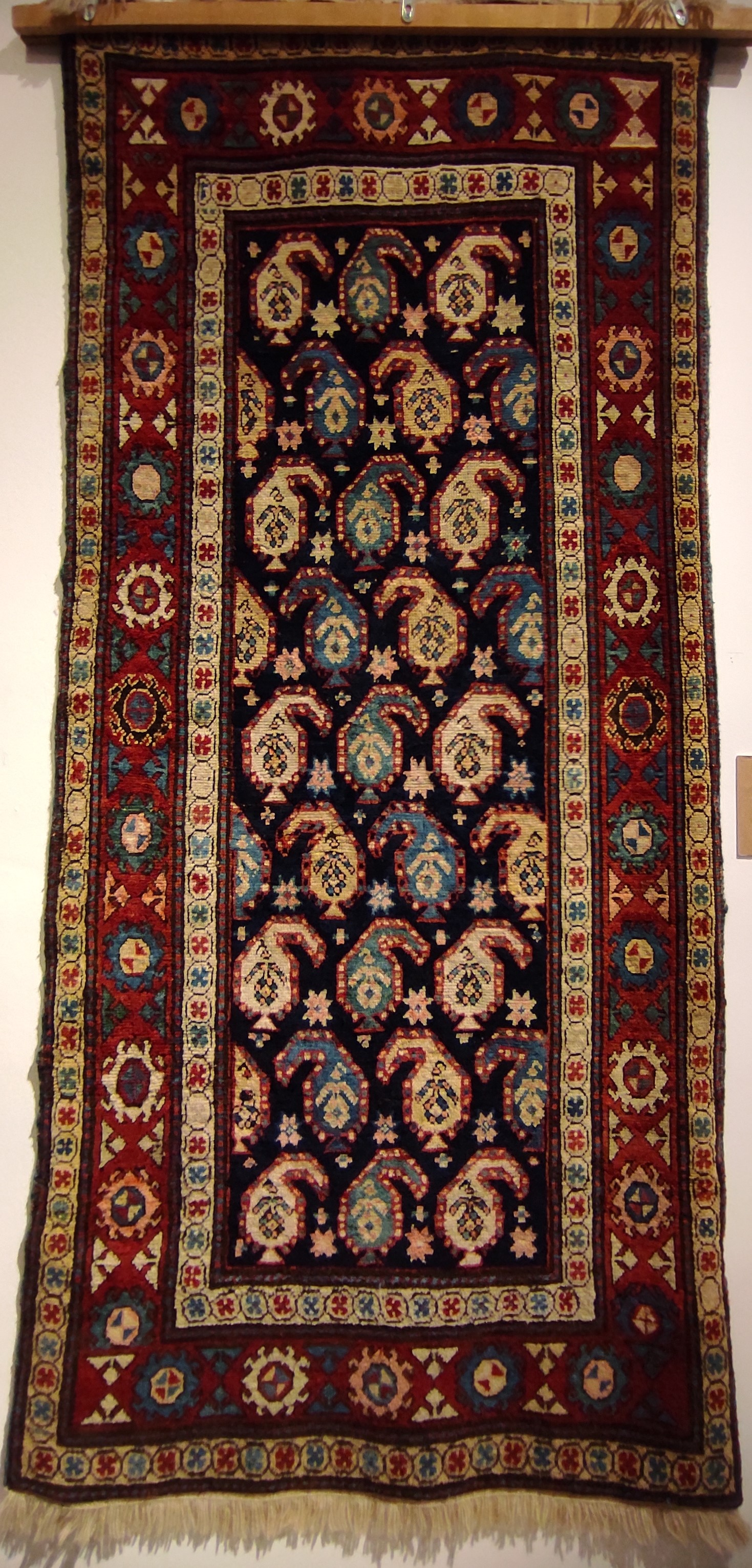
Ковер «Астхатап» («Звездопад») из села Мюшкапат, середина XIX века (коллекция Шушинского музея ковров)
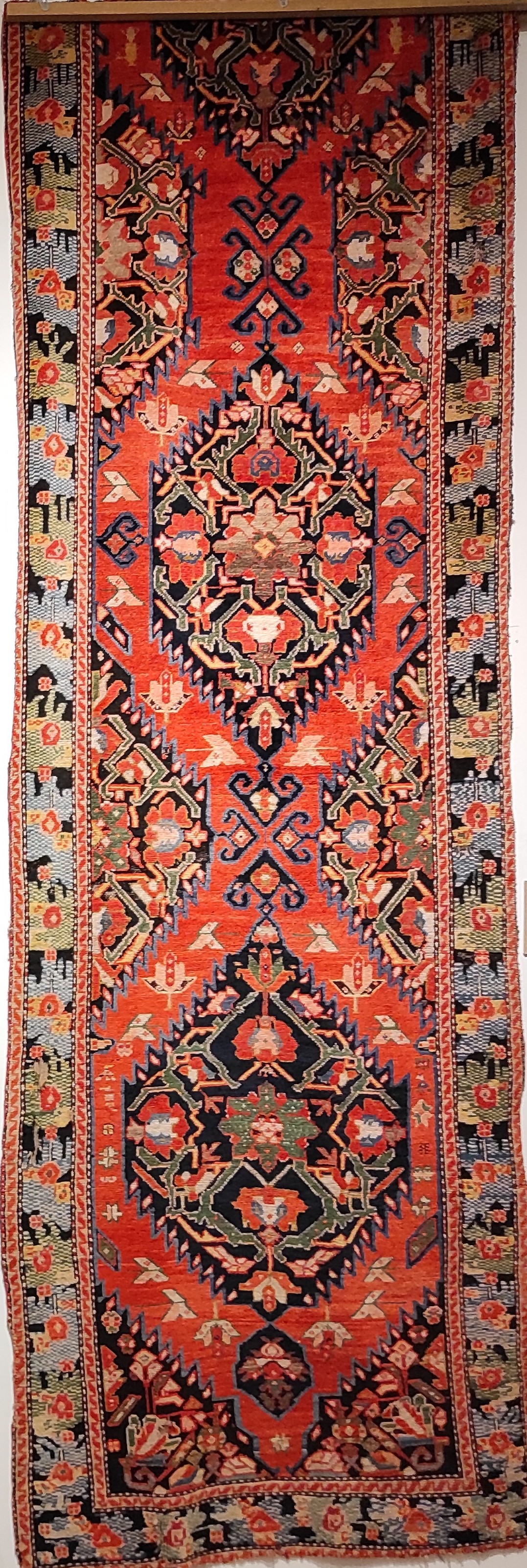
Ковер «Мегу» («Пчела») из Шуши, 2-я пол. XIX века (коллекция Шушинского музея ковров)
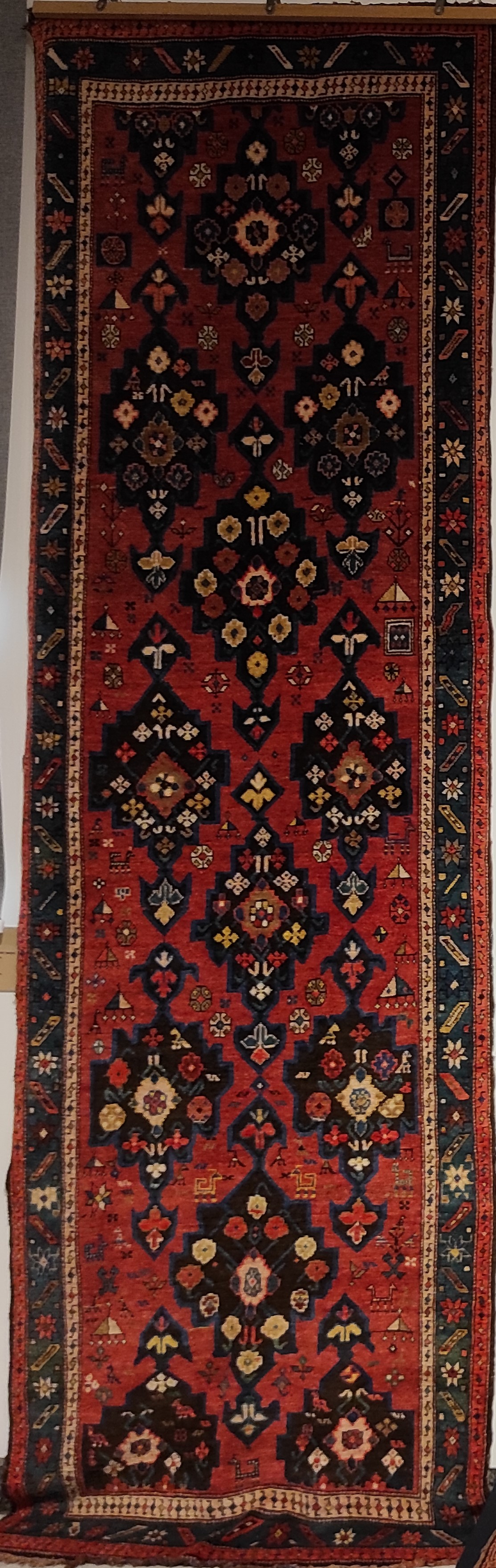
Ковер «Арарум» («Сотворение мира») из села Карашен, 2-я пол. XIX века (коллекция Шушинского музея ковров)
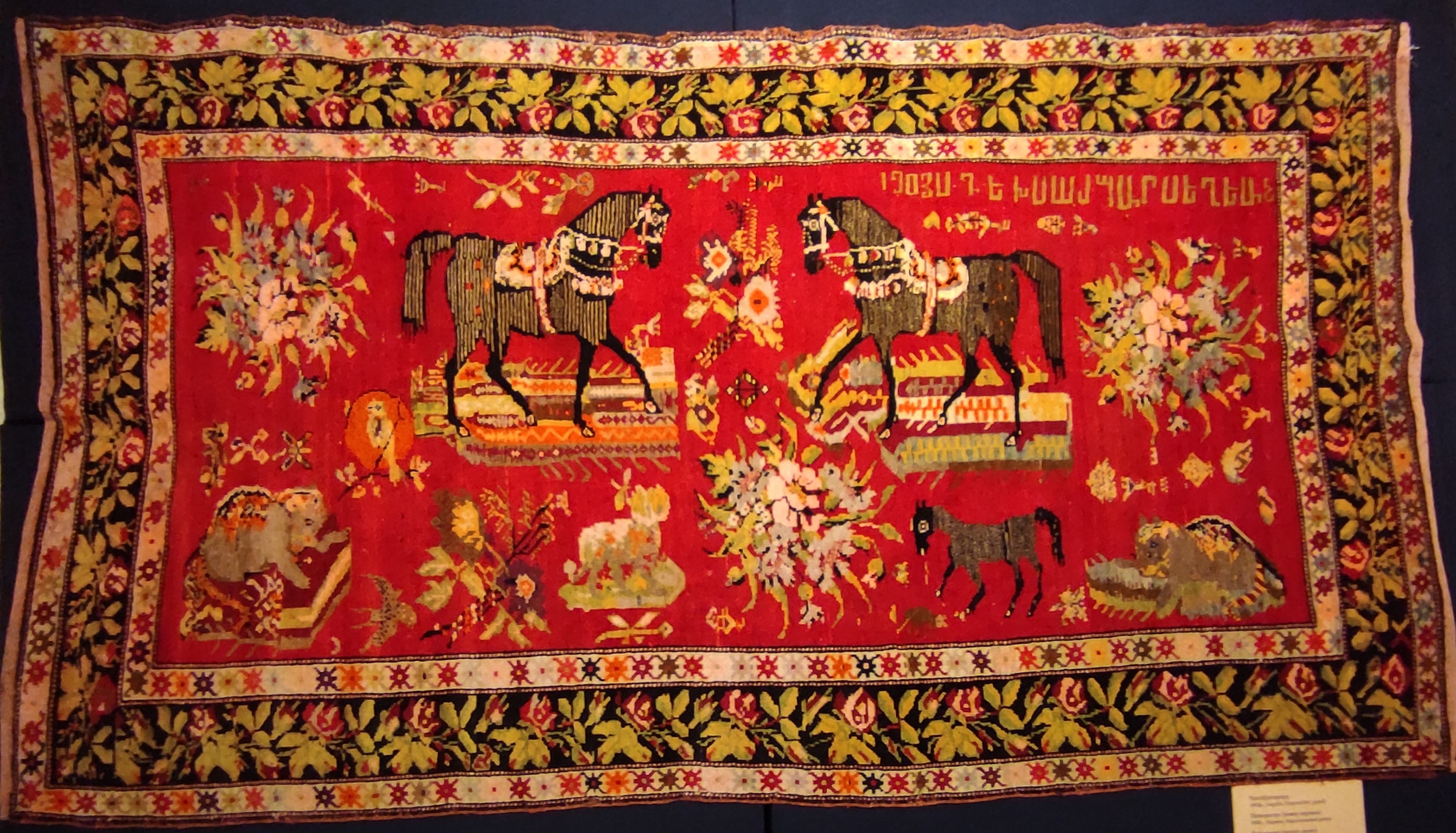
Армянский паткерагорг («ковёр-картина») из села Норшен, 1903 г. (коллекция Шушинского музея ковров)
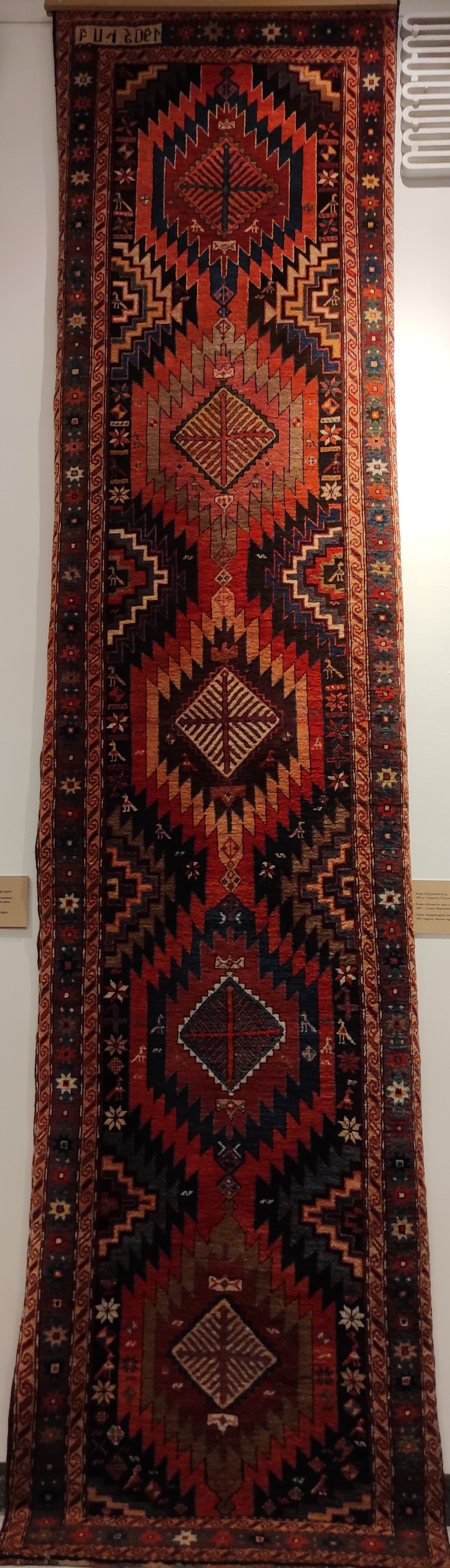
Ковер «Шогшогун Хач» («Сияющий крест») из села Кендхурд, 1905 г. (коллекция Шушинского музея ковров)